# Lava
Lava je vrsta raztaljene kamnine, ki jo med erupcijo izbruha ognjenik. Raztaljena kamnina nastaja v notranjosti nekaterih planetov, med katerimi je tudi Zemlja, in nekaterih njihovih satelitov. Lava ima na izhodu iz vulkanskega dimnika temperaturo od 700 °C do 1200 °C. Viskoznost lave je približno 10.000 krat večja od viskoznosti vode, zaradi tiksotropskih lastnosti, ki zmanjšajo njeno viskoznost, pa lahko preteče velike razdalje preden se ohladi in strdi. Ko se lava strdi, se pretvotri v magmatsko kamnino. 
Beseda lava je italijanskega izvora in je verjetno nastala iz latinske besede labes, ki pomeni padati ali drseti. Besedo lava je v zvezi z iztisnjeno magmo verjetno prvi uporabil Francesco Serao pri opisu izbruha Vezuva med 14. majem in 4. junijem leta 1737.

## Sestava in lastnosti
Lastnosti lave so odvisne predvsem od njene kemijske sestave. 

### Sestava
Magmatske kamnine, ki tvorijo lavo, se razvrščajo v štiri glavne razrede: felzične, srednje, mafične in ultramafične. Delitev temelji predvsem na kemijski sestavi kamnin, s katero so tesno povezani tudi temperatura in viskoznost magme in način izbruha. 

#### Felzična lava
Felzične ali silikatne lave, kakršni sta na primer riolitska in dacitska lava, tvorijo lavne igle in kupole in so povezane s piroklastičnimi sedimenti. Večina silikatnih lav ima izredno veliko viskoznost in se med tokom drobi in tvori bloke breče. Visoka viskoznost je posledica velike vsebnosti silicijevega dioksida, aluminija, kalija, natrija in kalcija, ki tvorijo polimerizirano talino, bogato z glinenci in kremenom. Felzične magme lahko bruhajo že pri temperaturah 650 – 750 °C. Neobičajno vroče riolitske lave s temperaturami preko 950 °C lahko kljub temu tečejo tudi nekaj deset kilometrov daleč. Takšni lavni tokovi so na primer na Snake River Plainu v državi Idaho na severozahodu ZDA.

#### Srednja lava
Srednje ali andezitske lave imajo manjšo vsebnost aluminija in silicijevega dioksida in običajno nekoliko večjo vsebnost magnezija in železa. Srednje lave tvorijo andezitske kupole in bloke lave in se pojavljajo na strmih sestavljenih ognjenikih na primer v Andih. Srednje lave so po navadi bolj vroče kot felzične (750 - 950 °C) in nekoliko manj viskozne, ker višje temperature povzročijo depolimerizacijo taline. Talina postane bolj fluidna, poveča pa se tudi nagnjenje k tvorbi vtrošnikov. Večje vsebnosti železa in magnezija povzročijo potemnitev osnovne mase in včasih tudi kristaljenje vtrošnikov amfibola ali piroksena. 

#### Mafična lava
Za mafične ali bazaltske lave je značilno, da vsebujejo veliko železa in magnezija in da na splošno bruhajo pri temperaturah, ki presegajo 950 °C. Bazaltska magma vsebuje veliko železa in magnezija in zato relativno manj aluminija in silicija, kar zmanjša stopnjo polimerizacije taline. Zaradi visokih temperatur je viskoznost magme lahko relativno majhna, čeprav je še vedno nekaj tisoč krat večja od viskoznosti vode. Nizka stopnja polimerizacije in visoka temperatura omogočata difuzijo, zato so v mafičnih lavah pogosto veliki in dobro oblikovani vtrošniki. Mafične lave so lahko tekoče in lahko pritečejo daleč od vulkanskega dimnika in tvorijo nizke ščitaste vulkane ali polja poplavnega bazalta. Večina bazaltskih lav je spada v razreda 'a 'ā ali pāhoehoe. Bazaltske lave pod vodno površino tvorijo blazine, ki so precej podobne tvorbam lav pāhoehoe na kopnem. 

#### Ultramafična lava
Ultramafične lave, kakršni sta na primer komatiitska lava in z magnezijem bogata lava, ki tvori boninit, imajo izjemne sestave in temperature izbruhov. Komatiiti vsebujejo več kot 18% magnezijevega oksida (MgO) in zato bruhajo pri temperaturah okrog 1600 °C. Pri tej temperaturi ni nobene polimerizacije mineralov, zato je lava zelo lahko tekoča in ima približno enako viskoznost kot voda. Večina ultramafičnih lav, če ne vse, ni mlajših od proterozoika in samo nekaj poznanih lav je iz obdobja fanerozoika. Sodobnih ultramafičnih lav ni, ker se je Zemljin plašč preveč ohladil, da bi lahko ustvaril magmo z visoko vsebnostjo magnezijevega oksida.

### Lastnosti
Najpomembenjša fizikalna lastnost lave je njena viskoznost. Visoko viskoznost imajo riolitne, dacitne, andezitne in trahitne lave. Precej visoko visoznost imajo tudi ohlajene bazaltne lave. Nizko viskoznost imalo sveže izbruhane bazaltne in karbonatitne, včasih tudi andezitne lave. 
Visoko viskozne lave imajo naslednje lastnosti:
- tečejo počasi, se sprijemajo in tvorijo poltrdne bloke, ki ovirajo pretok,
- vsebujejo pline, ki pri izparevanju tvorijo mehurčke,
- povezane so z eksplozivnimi izbruhi, tufi in piroklastičnimi tokovi.

Visoko viskozne lave običajno ne tečejo kot tekočine in pogosto tvorijo eksploziven vulkanski pepel ali sklade piroklastičnega materiala. Razplinjena viskozna lava ali lava s povišano temperaturo se lahko obnašata kot tekočina. 
Nizko viskozne lave imajo naslednje lastnosti:
- so lahko tekoče in tvori mlake, kanale in reke raztaljene kamnine,
- zlahka sproščajo raztopljene pline,
- izbruhi so po navadi mirni in redkokdaj piroklastični,
- ognjeniki nimajo strmih stožcev ampak položne ščitaste profile.

Lave lahko vsebujejo tudi mnoge druge komponente, na primer trdne kristale raznih mineralov, dele tujih kamnin (ksenolite) in drobce predhodno strjene lave.

## Značilnosti lavnih tokov
Značilnosti toka lave in oblike vulkanov so odvisne od fizikalnih lastnosti lave, predvsem viskoznosti. Tokovi bolj tekoče bazaltne lave tvorijo bolj ploščate tvorbe, medtem ko tokovi viskozne riolitske lave tvorijo grčaste in kladaste gmote kamnin. 
Za razvrščanje vulkanskih tvorb in pridobivanje podatkov o ognjeniških izbruhih, ki so povzročili tokove lave, se tudi v primerih, ko je lava zasuta ali je metamorfirala, uporabljajo splošna načela vulkanologije.
Idealen lavni tok ima brečasto površino. Za lavo 'ā'ā in viskozne tokove lave sta značilna avtobreča in drobir ali mehurčkasta ali penasta skorja iz žlindre ali plovca. Če se lava v stiku z zrakom ali vodo zelo hitro strdi, je površina lave steklasta.
Jedro toka lave je po navadi masivno in kristalinično, pasasto ali razslojeno in z mikroskopskimi kristali v osnovni masi. Kristali v jedru lave so na splošno večji kot na robovih, ker imajo več časa za svojo rast. 
Če lava teče preko mokre ali vlažne podlage, lahko pride do hidrotermalnih pojavov. V spodnjem sloju lave lahko nastanejo mehurčki, ki so včasih napolnjeni z minerali. Podlaga, po kateri je tekla lava, je lahko zdrobljena ali poškodovana zaradi delovanja vrele ujete vode, zemlja pa je lahko zapečena v terakoto opečnato rdeče barve.
Razločevanje silov od toka lave v sekvencah magmatskih kamnin je lahko težavno. Nekateri sili nimajo običajnih brečastih robov in lahko na zgornji in spodnji površini kažejo šibke metamorfne avreole, medtem ko lava zapeče samo podlago, po kateri je tekla. Metamorfne pojave je v naravi pogosto težko opaziti, ker so pogosto šibki in prostorsko omejeni. Peperitski sili, ki so prodrli v mokre sedimentne kamnine, po navadi ne zapečejo gornjih površin in so zato precej podobni lavam. 

#### Lava ʻaʻā
Lava ʻaʻā ali aa je ena od treh osnovnih vrst lave. Izraz ʻaʻā v havajščini pomeni kamnita groba lava, lahko pa tudi goreti, plamen ali požar. Lava aa je bazaltna lava, za katero je značilna groba, z gruščem posuta površina, sestavljena iz zdrobljenih blokov lave - klinkerja. Naziv Aa je v vulkanologijo in geologijo uvedel ameriški geolog Clarence Dutton.
Nevezana, zdrobljena in groba površina lave aa upočasnjuje in zavira njen tok in v resnici pokriva masivno gosto jedro, ki je najbolj aktiven del lavnega toka. Fragmenti ohlajenega zdrobljenega klinkerja na čelu lavnega toka se kotalijo navzdol pred strmo čelo in utonejo v napredujočem toku lave, zato so fragmenti lave aa tako na dnu kot na površini lavnega toka.
Lave ʻaʻā bruhajo po navadi pri temperaturah od 1000 do 1100 °C in imajo višjo viskoznost kot lava pāhoehoe. Če postane tok lave pāhoehoe na strmih pobočjih zaradi ovir turbulenten, se lahko lava pāhoehoe pretvori v lavo ʻaʻā. 

#### Lava pāhoehoe
Lava pāhoehoe je bazaltska lava z gladko, valovito, nakodrano ali židko površino. Beseda pāhoehoe je havajskega izvora in pomeni gladko, nezdrobljeno lava. Takšna površine lave je posledica gibanja zelo tekoče lave pod strjeno površinsko skorjo. Izraz pāhoehoe je v geologijo uvedel Clarence Dutton.
Tok lave pāhoehoe teče po navadi kot niz majhnih zaobljenih tvorb, ki stalno bruhajo iz razpok v ohlajeni skorji. Lava pāhoehoe tvori tudi lavne cevi, v katerih zaradi zelo majhnih toplotnih izgub ohranja svojo nizko viskoznost. Površina lave ima zelo različen in nenavaden videz. Lava pāhoehoe se lahko na velikih razdaljah od izvira zaradi ohlajanja in povečanja viskoznosti spremeni v lavo aa. Lava pāhoehoe bruha pri temperaturah od 1100 do 1200 °C.

#### Blazinasta lava
Blazinasta lava nastaja pri izbruhih lave iz vulkanskih dimnikov pod vodno površino ali pod debelim ledeniškim ledom ali pri iztekanju lave v morje. 
Viskozna lava se v stiku z vodo hitro ohladi in dobi trdno skorjo. Skorja nato poči, iz razpoke pa izbruhne nova kepa oziroma blazina lave. Proces se ponavlja, dokler se lava ne ohladi. Blazinasta lava je zelo pogosta, saj večino Zemljine površine pokriva voda in je večina ognjenikov v bližini vode ali celo v njej.

## Lavne tvorbe

### Ognjenik
Ognjeniki so primarne lavne tvorbe, zgrajene s ponavljajočimi se izbruhi lave in pepela. Po obliki se delijo na
- ščitaste ognjenike s širokimi položnimi pobočji, ki so nastali predvsem z obsežnimi izbruhi relativno tekoče bazaltske lave in
- stratovulkane, ki so zgrajeni iz izmenjajočih se slojev pepela in bolj viskozne lave in so značilni za srednje in felzične lave.

Stratovulkani lahko tvorijo kaldere, velike okrogle ali ovalne pogreznjene kraterje, ki nastanejo z delno ali popolno izpraznitvijo vulkanskega ognjišča med velikim eksplozivnim izbruhom. V kalderah lahko kasneje nastanejo jezera in lavne kupole. Kaldere lahko nastanejo tudi brez eksplozivnega izbruha s postopnim vgrezanjem magme, kar je značilno za ščitaste ognjenike. 

### Pepelni stožec
Stožci pepela ali žlindre so od 30 do 400 metrov visoki strmi stožci vulkanskega drobirja, ki se nabira okrog manjših ognjeniških dimnikov. Pepelni stožci so zgrajeni predvsem iz piroklastičnih  snovi, se pravi iz vulkanskega pepela in tufa, medtem ko so stožci žlindre nastali z izbruhi bolj tekoče raztaljene vulkanske žlindre.

### Kipuka
Kipuka je izraz havajskega izvora in pomeni hrib, greben ali staro ognjeniško kupolo, ki jo je popolnoma obdala mlajša lava in je zato podobna otoku. Kipuke so pogosto pokrite z rodovitno zemljo in poraščene in izstopajo iz sicer neprijaznega okolja. 

### Kupola
Lavne kupole nastanejo z iztiskanjem viskozne felzične magme. Kupole lahko nastajajo postopoma, dokler ne dobijo izrazito okrogle ali blazinaste oblike z razpokami, režami in kosi odlomljenih skal in drobirja. Vrh in pobočja kupole so običajo pokrita s skalami, brečo in pepelom. 

### Cev
Lavne cevi nastanejo kadar se zgornji sloj relativno fluidne lave ohladi v trdno skorjo. Skorja je odličen toplotni izolator, zato ostane lava pod njo še dolgo časa tekoča. Ko lava odteče, lahko za njo ostane tudi nekaj kilometrov dolga prazna cev. Lavne cevi v sodobnem času nastajajo med izbruhi ognjenika Kilauea. V severnem  Queenslandu v Avstraliji so tudi lavne cevi iz terciarja, ki so dolge do 15 km.  

### Jezero
V nekaterih redkih primerih je ognjeniški stožec napolnjen z lavo, vendar ne izbruhne. Lavna jezera niso dolgotrajne tvorbe, ker se izlijejo nazaj v vulkansko ognjišče ali pa iztečejo med lavnim ali piroklastičnim izbruhom ognjenika. Na Zemlji je samo nekaj stalnih lavnih jezer, med katerimi so najbolj znana 
- Erebus (Antarktika)
- Pu'u 'Ō'ō in do nedavnega tudi Kīlauea (Havaji)
- Erta Ale (Etiopija)
- Nyiragongo (Demokratična republika Kongo)
- Ambrym (Vanuatu, nekdanji Novi Hebridi)

### Delta
Lavne delte nastajajo med izbruhi lave pod vodno površino. Magma se v stiku z vodo zelo hitro ohladi, strdi in zdrobi, nastali drobir pa na morskem dnu ustvari delti podobno tvorbo. Lavne delte so značilne za obsežne neeksplozivne izbruhe bazaltske lave. 

## Nenavadne lave
Na Zemlji so odkrili štiri vrste nenavadnih kamnin, za katere menijo, da so vulkanskega izvora. 
- Na področju ognjenika Ol Doinyo Lenga v Tanzaniji so odkrili karbonatitne in natrokarbonatitne lave, ki so edinstven primer aktivnosti karbonatitnega ognjenika.[10]
- V Čilu in Boliviji so našli lave, ki vsebujejo bakrov sulfid.[11]
- V Kiruni na Švedkem so lave z železovim oksidom, ki so iz proterozoika in so bogat vir železove rude.[12]
- Olivinsko nefelinitske lave so edinstvena vrsta lav, ki naj bi prišle iz velikih  globin Zemljinega plašča.[13]

Izraz lava se uporablja tudi za raztaljene zmesi ledu, ki bruhajo na ledenih satelitih velikih plinastih planetov našega sončnega sistema..

## Nevarnosti
Lavni tokovi so zelo uničujoči, vendar se na splošno gibljejo dovolj počasi, da omogčijo ljudem umik z njihove poti. Število človeških žrtev je zato praviloma majhno, razen v primerih, ko lavni tok preseka pot za umik ali če je zelo hiter. Zelo hiter tok lave se je zgodil 10. januarja 1977 med izbruhom ognjenika Nyiragongo v Demokratični republiki Kongo. Ognjenik je izbruhnil ponoči, lava pa je tekla s hitrostjo do 100 km/h in  med spanjem presenetila prebivalce več vasi. Umrlo je približno 2000 ljudi.  
Žrtve, ki jih pripisujejo ognjenikom, imajo pogosto druge vzroke, na primer piroklastične tokove,  ki nastanejo zaradi zrušenja lavne kupole, laharje, strupene pline, ki potujejo pred čelom lavnega toka, ali eksplozije, ki nastanejo pri stiku lave z vodo.

## Mesta, ki so jih uničili lavni tokovi
- Kaimū (Havaji), uničeno med izruhom Kīlauee leta 1990. Mesto je zapuščeno.
- Kalapana (Havaji), uničeno med izbruhom Kilauee leta 1990. Mesto je zapuščeno.
- Kapoho (Havaji), uničeno med izbruhom Kilauee 28. januarja 1960. Mesto je zapuščeno.
- Keawaiki (Havaji). Mesto je zapuščeno.
- Koaʻe (Havaji). Mesto je zapuščeno.
- San Sebastiano al Vesuvio (Italija), uničeno leta 1944 med izbruhom Vezuva. Mesto je bilo  ponovno zgrajeno.
- Cagsawa, (Filipini).[17]

## Mesta, ki so jih poškodovali lavni tokovi
- Catania (Italija),  med izbruhom Etne leta 1669. Mesto je bilo obnovljeno.
- Goma (Demokratična republika Kongo), med izbruhom Nyiragonga leta 2002
- Heimaey (Islandija),  med izbruhom Eldfella leta 1973. Mesto je bilo obnovljeno.
- Royal Gardens (Havaji), v izbruhu Kilauee leta 1986-87. Mesto je zapuščeno.
- Parícutin in San Juan Parangaricutiro (Mehika), v izbruhih Parícutina od leta 1943 do 1952.
- Sale'aula (Samoa), med izbruhom Matavanuja med letoma 1905 in 1911.

## Mesta, ki jih je uničil vulkanski pepel
- Pompeji (Italija), v izbruhu Vezuva leta 79.
- Herkulanej (Italija), v izbruhu Vezuva leta 79.
- Otok Sumbawa (Indonezija), v izbruhu Tambore leta 1815
- Cerén (Salvador), v izbruhih ognjenika Ilopango med letoma 410 in 535.[18]

## Galerija
- Lavna bomba iz ognjenika Hekla (Islandija)
- Lava iz Krafle (Islandija)
- Strjen lavni tok iz pepelnega stožca Lava Butte (Oregon, ZDA)
- Izdanek blazinaste lave (Italija)